# Seestraße 7 (Stralsund)
Das Haus mit der postalischen Adresse Seestraße 7 ist ein unter Denkmalschutz stehendes Gebäude in der Hansestadt Stralsund in der Seestraße an der Ecke zur Johannischorstraße.

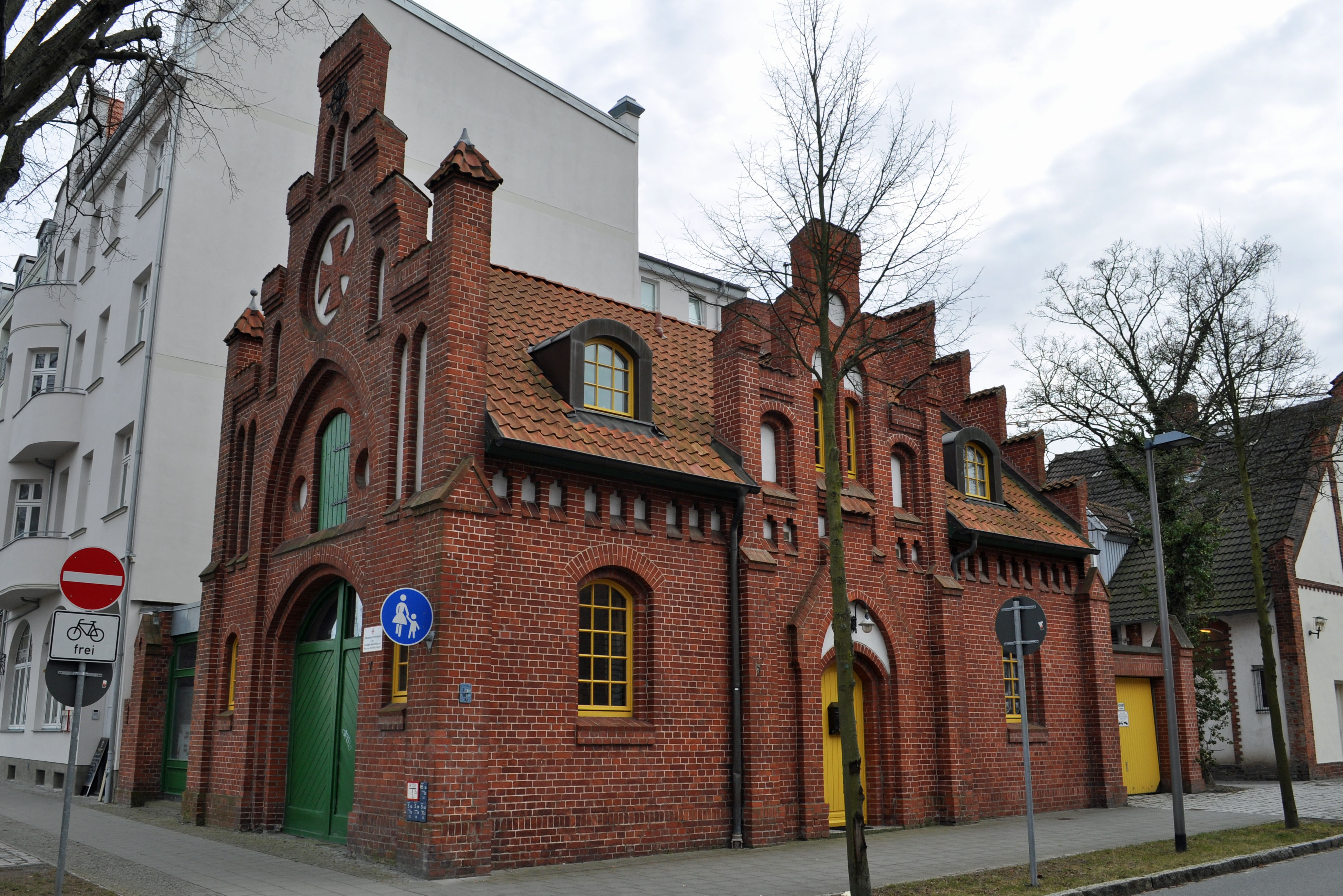
Das Haus Seestraße 7 in Stralsund (2012)

Das eingeschossige Haus wurde 1875 als Bootsschuppen für die DGzRS errichtet und bis 1931 als Seenotrettungsstation Stralsund genutzt. 1931 wurde die Station aufgelöst.
Die Fassade ist in Backstein ausgeführt. Zur Seestraße, zur Johannischorstraße und zum Hof hin ist jeweils ein blendengegliederter Stufengiebel zu sehen. Das Giebelfeld zur Seestraße zeigt das Hansekreuz der Deutschen Gesellschaft zur Rettung Schiffbrüchiger.
Das Haus liegt im Kerngebiet des von der UNESCO als Weltkulturerbe anerkannten Stadtgebietes des Kulturgutes „Historische Altstädte Stralsund und Wismar“. In die Liste der Baudenkmale in Stralsund ist es mit der Nummer 699 eingetragen.